# Sidse Babett Knudsen
Sidse Babett Knudsen (Kopenhagen, 22 november 1968) is een Deense actrice.

## Biografie
Sidse Babett Knudsen is de dochter van een fotograaf en een lerares. Van haar vijfde tot haar zevende jaar woonde ze in Tanzania, waar haar ouders als vrijwilligers werkten bij een Deense humanitaire organisatie.
Ondanks haar beperkte kennis van de Franse taal volgde ze na de middelbare school een opleiding aan de theaterschool Theatre de l'Ombre in Parijs, een school gericht op fysiek experimenteel theater. Ze verbleef er van 1987 tot 1990 en schreef er het experimentele toneelstuk De lege stoel, een solovoorstelling waarin ze een werkloze en verveelde, vrouwelijke God speelt. Onbedoeld werd dit filosofische stuk een komedie, want mede door haar dikke Deense accent begon het Franse publiek al bij het begin te lachen. Het gebeurde hierdoor vaker dat ze grappig werd gevonden als ze serieus wilde zijn.
Later bezorgde deze onvolmaaktheid haar rollen in verschillende Deense komedies. Deze 'handicap' raakte ze uiteindelijk kwijt. Pas twintig jaar na haar opleiding in Parijs werd ze gecast voor een Franse filmproductie.
Ze verwierf internationale faam door haar hoofdrol in de succesvolle Deense televisieserie Borgen. In dat politieke drama speelde ze de fictieve hoofdfiguur Birgitte Nyborg, die onverwacht de eerste vrouwelijke premier van Denemarken wordt. In 2012 ontving ze samen met de makers Adam Price, Jeppe Gjervig Gram en Søren Kragh-Jacobsen een BAFTA award voor de beste internationale tv-serie. In hetzelfde jaar werd ze ook genomineerd voor een Emmy Award in de categorie 'Best Performance by an Actress' voor haar rol in Borgen.
In 2016 won ze een César als beste actrice voor de vrouwelijke hoofdrol in L'Hermine. Deze prijs werd pas voor de vijfde keer uitgereikt aan een niet-Franse actrice. Ze won nog elf andere internationale prijzen voor haar acteerpretaties.

## Filmografie
- Let's get lost (1997)
- Motello (1998)
- Den eneste ene (1999)
- Mifunes sidste sang (1999)
- Mirakel (2000)
- Monas Verden (2001)
- Fukssvansen (2001)
- Se til venstre, der er en svensker (2003)
- Villa Paranoia (2004)
- Fakiren fra Bilbao (2004)
- Efter brylluppet (2006)
- Til døden os skiller (2007)
- Blå mænd (2007/2008)
- Over gaden under vandet (2009)
- Parterapi (2010)
- Kapgang (2014)
- The Duke of Burgundy (2014)
- L'Hermine (2015)
- Inferno (2016)
- La Fille de Brest (2016)
- A Hologram for the King (2016)
- Ikitie (2017)
- Vitello (2018, stem)
- In Fabric (2018)
- Holly På Sommerøen (2018, kortfilm)
- Kaptajn Bimse (2019)
- Askeladden - I Soria Moria slott (2019)
- Undtagelsen (2019)
- Les Traducteurs (2019)
- Kød og blod (2020)
- Limbo (2020)
- Ehrengard (2023)
- Club Zero (2023)
- Vogter (2024)
- 13 jours, 13 nuits (2025)

## Series
- TAXA (1997) - Milla (1 afl.)
- Borgen (2010-2013) - Birgitte Nyborg
- 1864 (2014) - Johanne Louise Heiberg
- Westworld (2016) - Theresa Cullen
- Vitello (2018) - Vitello's moeder
- The Accident (2019) - Harriet Paulsen
- Roadkill (2020) - Madeleine Halle
- Borgen ( 2022 ) Birgitte Nyborg